# Club de Básquetbol Guerreros de Guerrero Cumple
I Guerreros de Guerrero Cumple sono stati una società cestistica con sede a Chilpancingo, in Messico. Fondata nel 2012, hanno giocato nella Liga Nacional de Baloncesto Profesional.
Disputavano le partite interne nel Gimnasio Adrián Castejón, che ha una capacità di 2.000 spettatori.